# Susan Reynolds Crease
Pour les articles homonymes, voir Crease.
Susan Reynolds Crease (18 novembre 1855 - 15 juillet 1947) est une artiste et activiste canadienne des droits des femmes.

## Biographie
Susan Reynolds Crease naît le 18 novembre 1855 à Antron (Cornouailles), la deuxième fille de Sir Henry Pering Pellew Crease, avocat, juge et homme politique, et Lady Sarah Lindley Crease, artiste et illustratrice scientifique. Elle a six frères et sœurs dont Josephine (1864- 1947), Barbara Lindley(1857- 1883) et Mary Maberly (1854-1915).
La famille immigre au Canada et s'installe à Victoria, en 1860, où elle étudie à l'école privée pour filles de Mrs. E.C. Fellow. 
À partir de 1862, Sir Crease devient procureur général de la colonie de New Westminster et y emmène sa famille. Ils retournent à Victoria en 1868. 
Crease prend des cours d'art dans les deux pays, notamment au King's College de Londres avec sa sœur, Josephine de 1889 à 1891. Elle prend également des cours privés avec Lottie Aliston, Ainslie Borrow et Georgina de L'Aubiniere.

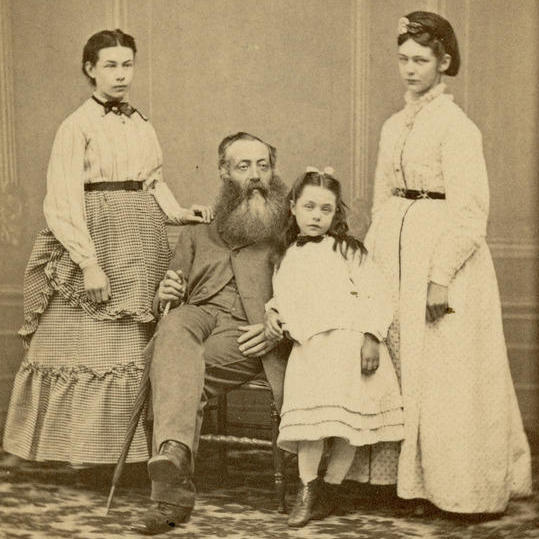
Susan, Josephine, Mary and Henry Crease

Elle peint de nombreuses aquarelles de l'Île de Vancouver. Les journaux de Susan et de sa mère, Sarah, sont connus pour leur portrait de la vie de Victoria au tournant du XXe siècle. Leur travail fait partie de la collection de l'Université de la Colombie-Britannique. Membre de l'Island Arts and Crafts Society, elle participe à plusieurs expositions et honore quelques commandes privées.
Défenseuse des droits des femmes, elle est membre du Conseil local des femmes, de 1884 à 1933, et participe à promouvoir la visite d'Emmeline Pankhurst. 
Crease meurt à Victoria, le 15 juillet 1947, à 91 ans. Elle est enterrée au Ross Bay Cemetery.